# Kirvin

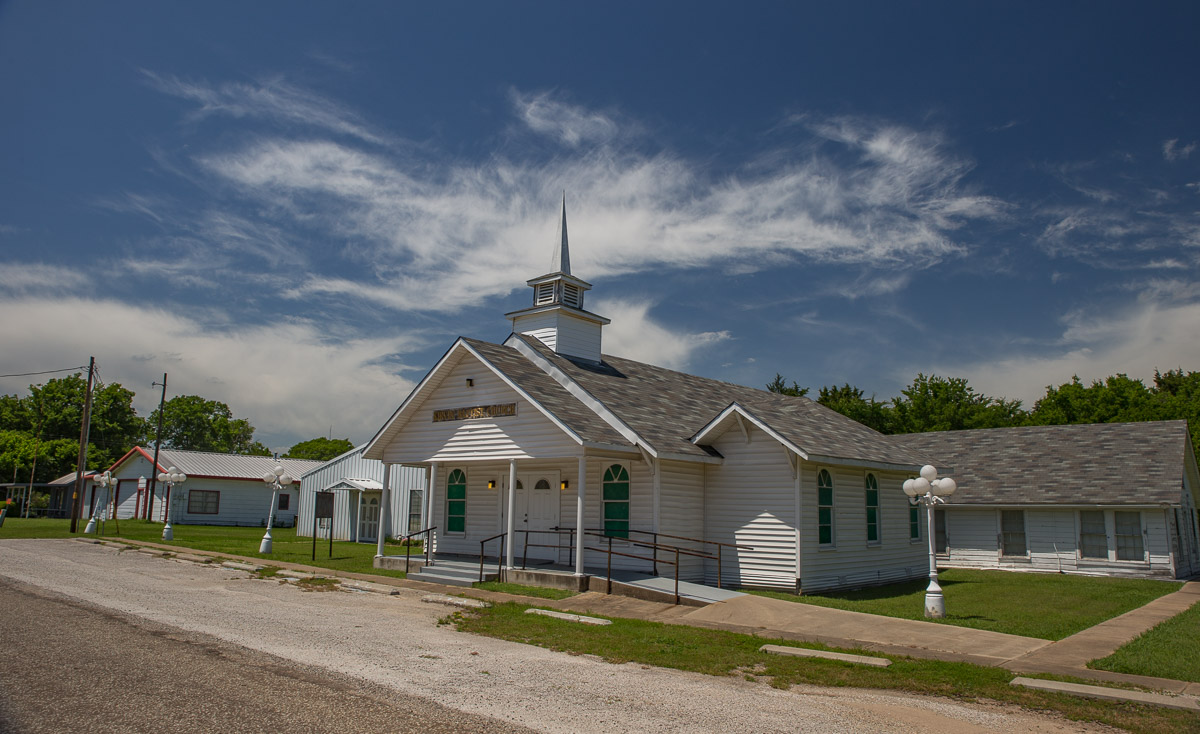
Église baptiste de Kirvin

La ville de Kirvin est située dans le comté de Freestone, dans l’État du Texas, aux États-Unis. Sa population s’élevait à 129 habitants lors du recensement de 2010.

## Source
- (en) Cet article est partiellement ou en totalité issu de l’article de Wikipédia en anglais intitulé « Kirvin, Texas » (voir la liste des auteurs).